# Maria Irena Mileska
Maria Irena Mileska (nazwisko panieńskie Książek) pseudonim Jaga (ur. 17 listopada 1908 w Krakowie, zm. 19 września 1988 tamże) – porucznik AK, harcmistrzyni, doktor geografii, działaczka turystyczna.

## Życiorys
W 1932 ukończyła studia w zakresie geografii na Wydziale Filozoficznym Uniwersytetu Jagiellońskiego. Przed II wojną harcerka, komendantka krakowskiej chorągwi ZHP. Ponadto członkini Polskiego Towarzystwa Tatrzańskiego.

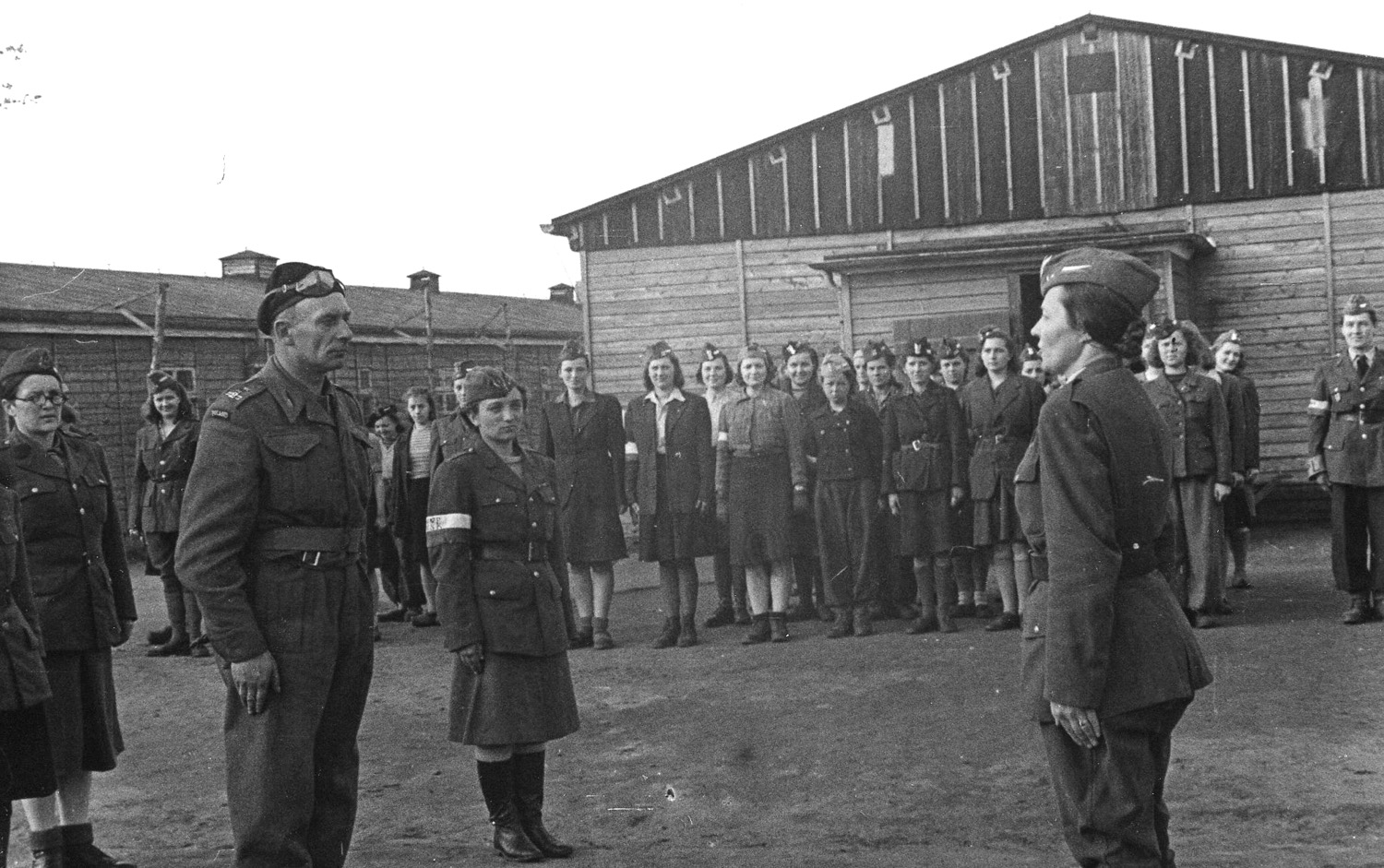
Wyzwolenie Stalagu VI C Oberlangen przez żołnierzy 1 Dywizji Pancernej. Raport składa por. hm. Maria Irena Mileska „Jaga”

W czasie II wojny kontynuowała swoją działalność w podziemnym harcerstwie i w Wojskowej Służbie Kobiet. Od 1943 referentka łączności WSK Okręg Warszawa. Uczestniczka Powstania warszawskiego. W momencie kapitulacji powstania nadano jej stopień porucznika tj. odpowiednik komendantki WSK. Jeszcze przed wymarszem do niewoli została mianowana przez dowództwo AK komendantką kobiet-jeńców. Jeniec wojenny obozów Stalag XI B Fallingbostel i Stalag VI C Oberlangen. Początkowo pełniła funkcję komendantki nieformalnie, później za akceptacją niemieckiego komendanta obozu.
Zajmowała się, między innymi, ochroną przyrody w Tatrach. Pracowała w urzędach. Równocześnie będąc asystentką-wolontariuszką Stanisława Leszczyckiego uczestniczyła w organizowaniu Zakładu Antropogeografii Uniwersytetu Warszawskiego. Praca polegała na kierowaniu pracą przy odgruzowywaniu i odbudowie pałacu Czetwertyńskich-Uruskich, a następnie przygotowywaniu do zajęć dydaktycznych. Od jesieni 1948 podjęła zajęcia dydaktyczne w Zakładzie Antropogeografii, przekształconym następnie w Katedrę Geografii Ekonomiczno-Społecznej a wreszcie w Katedrę Geografii Ekonomicznej Polski, gdzie pełniła kolejno funkcje st. asystentki, adiunktki i starszej wykładowczyni. Działała w Polskim Towarzystwie Geograficznym; z jej inicjatywy zaczął ukazywać się ponownie magazyn geograficzny „Poznaj świat”, z redakcją którego podjęła wieloletnią współpracę. Podjęła również pracę w Komisji Krajoznawczej Zarządu Głównego PTTK, a następnie przewodniczyła tej komisji przez trzy kadencje. 18 czerwca 1962 otrzymała tytuł doktora nauk przyrodniczych nadany uchwałą Rady Wydziału Biologii i Nauk o Ziemi Uniwersytetu Warszawskiego. W 1973 przeszła na emeryturę.

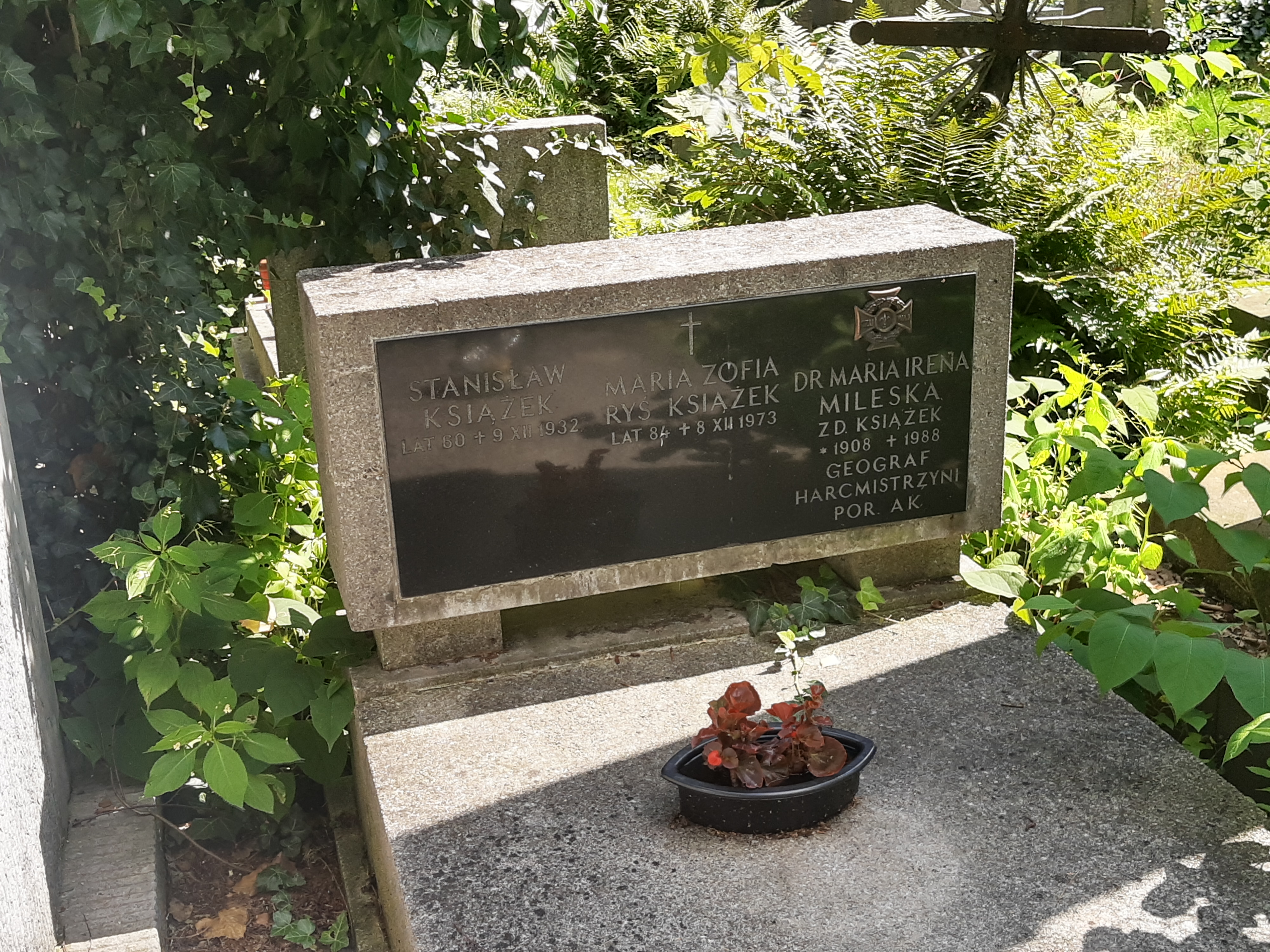
Grób Marii Mileskiej na cmentarzu Rakowickim (kwatera GD)

## Odznaczenia
- Srebrny Krzyż Zasługi z Mieczami
- Krzyż Walecznych (IX 1944)
- Złota Honorowa Odznaka PTTK (1962)
- Medal im. A. Janowskiego (1966)
- Nagroda Ministra Szkolnictwa Wyższego (1964)
- Nagroda Ministra Szkolnictwa Wyższego i Techniki (1973)
- „Zasłużony Działacz Turystyki” (1964)

## Publikacje
- Regiony turystyczne Polski, Warszawa 1963
- Materiały do historii krakowskiego harcerstwa żeńskiego w latach 1911–1939, Kraków 2003

Współautorstwo;
- Harcerki 1939–1945
- Słownik geografii turystycznej Polski, Warszawa 1956–1959, tomy I–III
- Słownik geograficzno-krajoznawczy Polski, razem z Zofią Aleksandrowicz, Warszawa 1983